# Saint-Brice-sur-Vienne
Saint-Brice-sur-Vienne is een gemeente in het Franse departement Haute-Vienne (regio Nouvelle-Aquitaine) en telt 1396 inwoners (1999). De plaats maakt deel uit van het arrondissement Rochechouart.

## Geografie
De oppervlakte van Saint-Brice-sur-Vienne bedraagt 20,7 km², de bevolkingsdichtheid is 67,4 inwoners per km².

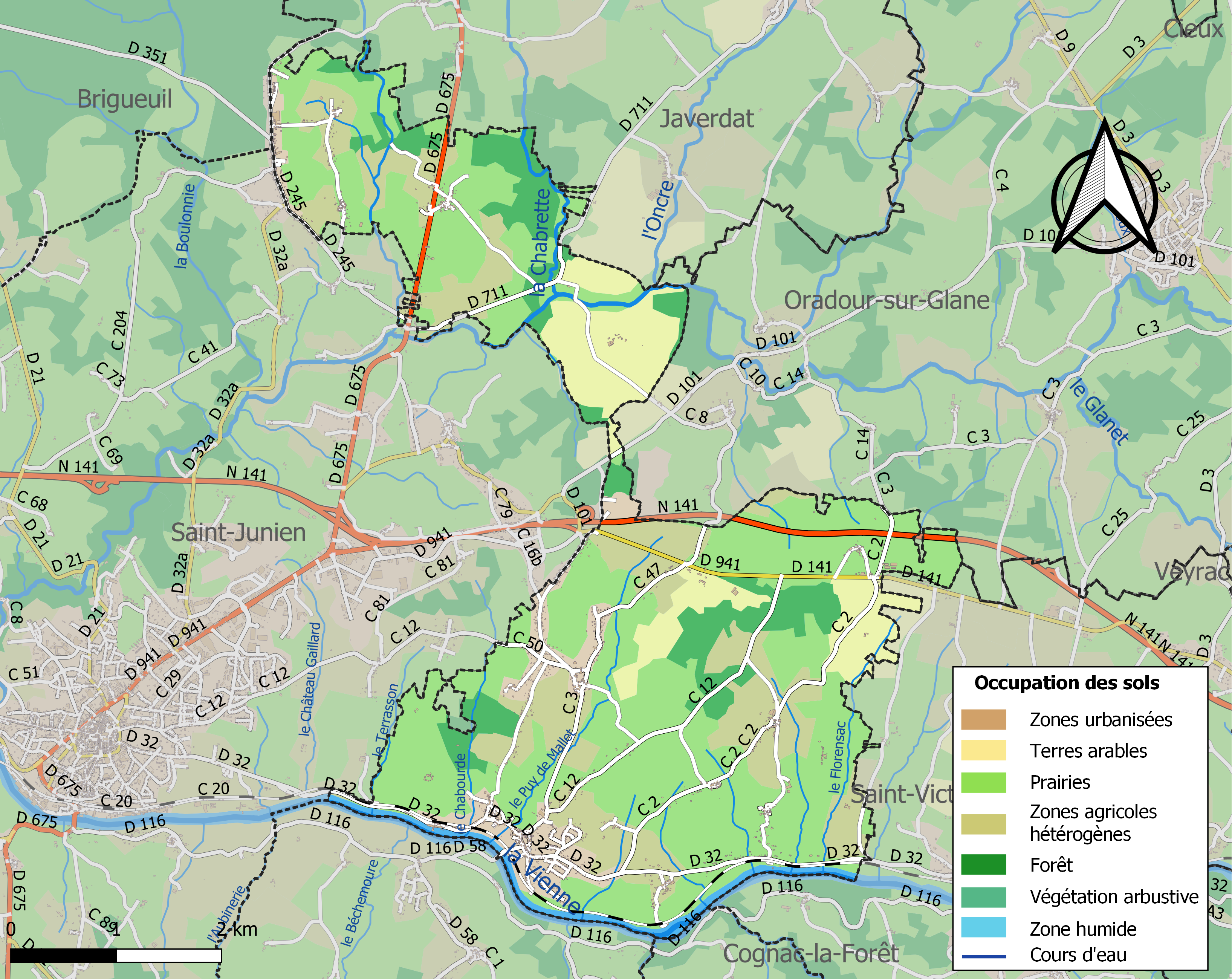
Kaart van de gemeente met de belangrijkste infrastructuur, bodemgebruik en omliggende gemeenten

## Verkeer en vervoer
In de gemeente ligt spoorweghalte Saint-Brice-sur-Vienne.

## Demografie
Onderstaande figuur toont het verloop van het inwonertal (bron: INSEE-tellingen).